# 大石寨站
大石寨站是位于中华人民共和国内蒙古自治区兴安盟科尔沁右翼前旗大石寨镇的一个铁路车站，建于1935年，有白阿铁路经过该站，现办理客货运。车站距离白城站149公里，由中国铁路沈阳局集团白城车务段管辖，是四等站。